# Тринадцяте повідомлення
Трина́дцяте повідо́млення або Повідомлення про прихід іспанців й початок євангельського закону — історична праця з підкорення Ацтецької імперії іспанськими конкістадорами. Автором є Фернандо де Альва Іштлільшочітль, який склав її між 1600 та 1621 роками. Перекладено російською мовою у 2013 році українським лінгвістом В. М. Талахом.

## Завдання
Праця покликана була обґрунтувати статус родичів Фернандо Іштлільшочітля з роду володарів Тескоко, що звільнило б їх від сплати податків та інших повинностей, так само, як зміцнило їхні позиції в судових позовах щодо родинного майна.

## Значення
Має безперечну і неабияку літературну та наукову цінність. Іштлільшочітль першим використав іспанські й індіанські джерела про Конкісту. У ньому на основі документів уперше на той момент в історіографії послідовно розвінчується офіційний іспанський міф про «диво Конкісти», про «900 сміливців», які нібито підкорили мільйони тубільців-поган.

## Зміст
Автор створив концептуально важливий пам'ятник історичної думки, що далеко виходить за рамки звернення до влади. Системно, цілістно й послідовно представлено події повалення держави ацтеків, водночас відображено індіанський погляд на Конкісту, але погляд не індіанців-переможених, а індіанців-переможців, тобто Тескоканських союзників Ернана Кортеса, що опинилися, тим не менш, у становищі не кращому, ніж переможені. Відчуття несправедливості, образа на невдячність «синів Сонця» — на кожній сторінці, в кожному реченні праці.
Водночас ця праця доволі тенденційна та упереджена. Для неї характерні численні перебільшення, замовчування небажаного й випинання, а іноді й домислювання. Деякі місця написані в житійному дусі — епізоди хрещення тескоканців, де Іштлільшочітль II порівнюється з апостолом Ісуса Христа.